# Kroatiska parlamentets talman
Kroatiska parlamentets talman kroatiska: Predsjednik Hrvatskog sabora med betydelsen 'Kroatiska parlamentets president') är det kroatiska parlamentet Sabors främste representant och leder parlamentets arbete.
Enligt den kroatiska grundlagen inträder talmannen temporärt som Kroatiens president om den sittande presidenten skulle avgå från sitt uppdrag eller om dennes mandatperiod löpt ut innan en ny president valts. 

## Lista
| Nr | Bild | Namn (född-död)               | Ämbetsperiod     | Ämbetsperiod      | Politisk tillhörighet |
| -- | ---- | ----------------------------- | ---------------- | ----------------- | --------------------- |
| 1  |      | Žarko Domljan (f. 1932)       | 30 maj 1990      | 7 september 1992  | HDZ                   |
| 2  |      | Stjepan Mesić (f. 1934)       | 7 september 1992 | 24 maj 1994       | HDZ                   |
| 3  |      | Nedjeljko Mihanović (f. 1930) | 24 maj 1994      | 28 november 1995  | HDZ                   |
| 4  |      | Vlatko Pavletić (1930–2007)   | 28 november 1995 | 2 februari 2000   | HDZ                   |
| 5  |      | Zlatko Tomčić (f. 1945)       | 2 februari 2000  | 22 december 2003  | HSS                   |
| 6  |      | Vladimir Šeks (f. 1943)       | 22 december 2003 | 11 januari 2008   | HDZ                   |
| 7  |      | Luka Bebić (f. 1937)          | 11 januari 2008  | 22 december 2011  | HDZ                   |
| 8  |      | Boris Šprem (1956–2012)       | 22 december 2011 | 30 september 2012 | SDP                   |
| 9  |      | Josip Leko (f. 1948)          | 10 oktober 2012  | 28 december 2015  | SDP                   |
| 9  |      | Željko Reiner (f. 1953)       | 28 december 2015 | 14 oktober 2016   | HDZ                   |
| 9  |      | Božo Petrov (f. 1979)         | 14 oktober 2016  | 5 maj 2017        | MOST                  |
| 10 |      | Gordan Jandroković (f. 1967)  | 5 maj 2017       | –                 | HDZ                   |